# Станча (област Габрово)
 За другите селища с това име вижте Станча (пояснение).  
Станча е село разположено в община Дряново, област Габрово. От 1985 г. няма постоянно население.

## Име
Първоначално селището е носело името Дели Станча. През август 1934 година е преименувано на Станча.

## Граници
Станча се намира в землището на село Царева ливада. На североизток граничи с близкото село Косилка. На юг се намират селата Горни Драгойча и Дурча, а на югозапад граничи със село Къртипъня. Царева ливада е на около километър разстояние.

## История
Официални данни за основаването на Станча няма. Още от началото на съществуването си обаче Станча, като вид единица, са били колиби. След приемането на закона за административно-териториалното устройство през 1995, според който всички махали и колиби придобиват статут на села, Станча също биват засегнати от промените и стават село.

## География
Селото се намира в полите на Предбалкана. Разположено е в гориста местност, близо до зоната „Витата стена“, част от системата за опазване на местообитанията Натура 2000.

### Води
Станча се намира в карстов район. Близо до него тече Тревненската река, която по-късно се влива в река Дряново. Средното количество на валежите през януари е около 125 мм, а средното юлско количество е 200 мм – едно от най-високите в страната.

### Сеизмичност
Станча попада в една от най-активните сеизмични зони в България. Рискът от земетресение в областта на селото е оценен на около 9 според скалата на Медведев.

### Почви
Почвите в района на селото са сиви горски.

### Температури и климат
Станча попада в умереноконтиненталната климатична област. Това предопределя хладната зима и големите температурни амплитуди. Средната температура на въздуха през януари е около нулата. Юлската средна температура е 20 °C.

### Растителен и животински свят
Флората и фауната от района на село Станча спадат към Евросибирската подобласт. Дъбът, габърът, елата, букът, средиземноморската растителност, леската, шипката, дрянът са естествения и доминантен вид растителност тук. В горите най-често се срещат сърни, катерици, кълвачи, глигани, елени, диви зайци.

## Население
От близо 40 години селото е без постоянни обитатели.
| Станча                                       | Станча | Станча | Станча | Станча | Станча | Станча | Станча | Станча | Станча | Станча | Станча | Станча | Станча | Станча | Станча | Станча |
| -------------------------------------------- | ------ | ------ | ------ | ------ | ------ | ------ | ------ | ------ | ------ | ------ | ------ | ------ | ------ | ------ | ------ | ------ |
| година                                       | 1881   | 1893   | 1900   | 1905   | 1910   | 1920   | 1926   | 1934   | 1946   | 1956   | 1965   | 1975   | 1985   | 1992   | 2001   | 2011   |
| население                                    | 0      | 42     | 37     | 34     | 33     | 38     | 35     | 33     | 25     | 21     | 1      | 3      | 0      | 0      | 0      | 0      |
| Източници: Национален статистически институт |        |        |        |        |        |        |        |        |        |        |        |        |        |        |        |        |

## Инфраструктура
До селото се стига по черен път от Искра.

### Сграден фонд
| Станча                                       | Станча | Станча | Станча | Станча | Станча | Станча | Станча | Станча | Станча | Станча | Станча | Станча | Станча |
| -------------------------------------------- | ------ | ------ | ------ | ------ | ------ | ------ | ------ | ------ | ------ | ------ | ------ | ------ | ------ |
| година                                       | 1893   | 1900   | 1905   | 1910   | 1920   | 1926   | 1934   |        |        |        |        |        |        |
| постройки                                    | 6      | 7      | 8      | 7      | 6      | 7      | 6      |        |        |        |        |        |        |
| Източници: Национален статистически институт |        |        |        |        |        |        |        |        |        |        |        |        |        |

## Администрация
Селото първоначално е принадлежало към община Пърша, Дряновска околия, Търновски окръг. При преброяването от 1934 година е причислено към община Царева ливада, Дряновска околия, Плевенска област. През годините е било част и от Горнооряховския окръг. През януари 1959 година е присъединено към община Дряново, Габровски окръг, към която остава. Обслужва се административно от кмета на Царева ливада.